# Pierre Ducrey
Pierre Ducrey (14 de novembre del 1938 a Lausana, Suïssa), és un arqueòleg, professor i antic rector de la Universitat de Lausana des del 1987 fins al 1995.
És l'autor de diversos llibres i articles, principalment en els àmbits de l'arqueologia, l'epigrafia grega i les ciutats antigues gregues de Filips i Erètria.
Membre estranger de l'Escola Francesa d'Atenes des del 1967 fins al 1970, fou igualment director de l'Escola suïssa d'arqueologia a Grècia entre el 1982 i el 2006 i director de la Fundació Hardt per a l'estudi de l'antiguitat clàssica des del 2010.

## Distincions
- comanador de l'Orde del Fènix des del 1991
- doctor honoris causa per la Universitat d'Atenes des del 2000
- representant estranger de l'Acadèmia de les inscripcions i llengües antigues de l'Institut de França des del 2001[2]
- membre associat de l'Acadèmia de les inscripcions i llengües antigues de l'Institut de França des del 2008
- professor honorari de la Universitat de Lausana des del 2004

## Publicacions
- Le traitement des prisonniers de guerre dans la Grèce antique, des origines à la conquête romaine, Ecole française d'Athènes, Travaux et mémoires, .., t. XVII, París, De Boccard,1968, XIV + 359 p., 12 pl. (tesi de doctorat per la Universitat de Lausana). Nova edició revisada i augmentada, París, de Boccard, 1999, XXXVIII + 359 pàg., 16 pl.
- Guerre et Guerriers dans la Grèce Antique, Friburg i París, Office du Livre- Payot- Payot, 1985, 320 pàg., 200 ill. Noves edicions revisades i augmentades, París, Hachette, Col·l. Pluriel, 1999; 2010, 318 pàg.
- Le Quartier de la Maison aux mosaïques, Lausana, Payot (Eretria, Fouilles et recherches,VIII), 1993, 1 vol., 190 pàg., 322 il·l. (en col·lab. amb I. R. Metzger, K. Reber i diversos autors).
- Guide de la Maison aux mosaïques à Erétrie (en col·lab. amb K. Reber, A. Caronte i S. Huber), (publicat en francès, alemany, anglès i grec), 1991, 32 pàg.
- Erétrie, Guide de la cité antique (en col·laboració amb diversos autors), 2004, 314 pàg., nombroses il·lustracions.
- L'archéologie suisse dans le monde, Lausana, Presses polytechniques et universitaires romandes, Col·l. Le savoir suisse, 2007, 149 pàg.